# Liban na Letnich Igrzyskach Olimpijskich 1952
Liban na Letnich Igrzyskach Olimpijskich 1952 reprezentowało 9 zawodników, sami mężczyźni, był to 2 występ reprezentacji Libanu na igrzyskach.

## Medale
| Medal  | Zawodnik       | Dyscyplina sportowa | Konkurencja     |
| ------ | -------------- | ------------------- | --------------- |
| Srebro | Zakaria Chihab | Zapasy              | waga kogucia    |
| Brąz   | Khalil Taha    | Zapasy              | waga półśrednia |

## Skład kadry

### Boks
- Sarkis Moussa
  - waga lekkopółśrednia - 17 miejsce

## Podnoszenie ciężarów
- Moustafa Laham
  - waga średnia - 5 miejsce

### Strzelectwo
- Abdel Sattar Tarabulsi
  - Pistolet 50 m - 29 miejsce

- Chalil Hilmi
  - Pistolet dowolny 50 m - 46 miejsce

- Abdullah Jaroudi
  - Karabin małokalibrowy leżąc 50 m - 50 miejsce

### Zapasy
- Zakaria Chihab
  - waga kogucia w stylu klasycznym - 2 miejsce

- Khalil Taha
  - waga półśrednia w stylu klasycznym  - 3 miejsce

- Michel Skaff
  - waga półciężka w stylu klasycznym  - 6 miejsce

- Safi Taha
  - waga piórkowa w stylu klasycznym  - nie ukończył